# Ter (reka)
za druge pomene glej Ter (razločitev)
Ter (italijansko Torre, furlansko Tor) je reka v Videmski v deželi Furlanija - Julijska krajina, v severnovzhodni Italiji. Je glavni desni pritok Soče. Reka Ter skupaj z lastnim pritokom Nadiže odmaka velik del soške kotline.

## Izvor imena
Reko je Plinij Starejši omenjal kot Turrus v svoji Naturalis Historia (zvezek III, odstavek 126), v srednjeveških besedilih pa jo spominjajo kot Turrim. Hidronim je dvomljivega izvora in morda izhaja iz keltske jezikovne osnove tur, ki ji je bila dodana lokalna oblika is.

## Geografija
Skupaj s pritokom Natisone odmaka precejšen del soške kotline. Njene vode odlične kakovosti napajajo videmski akvadukt, ki ima kaptacijo v Zompitti.
Reka izvira v Julijskih Predalpah ob vznožju gore Sorochiplas v pogorju Muzcev (Italijansko Monti Musi) na 529 m nad morsko gladino. Sprva teče v globoki soteski, ki jo je izdolbla in ki je vrezala prvo gorovje Julijskih Predalp, dobro vidno iz vzhodne Furlanske nižine. Na izhodu iz hribovitega območja, za Čento in blizu Nem, in potem ko je prejel vode Karnahte, so njegove vode delno zajete v starodavne kanale in sodobnejša dela za civilno uporabo (akvadukti) in za namakanje sušnega podeželja visoke planote.
Teče skozi občino Čenta in Reana del Rojale, kjer zaradi kraške topografije izgine pod zemljo. Od bližnjega vzhodnega obrobja mesta Videm / Udine sledi prekinjeni poti, dokler se ji ne pridruži Nadiža blizu Trivignano Udinese. Največja desna pritoka sta Vedronza in Zimor, z leve pa poleg Nadiže še Mea, Karnahta in Malina. 
Pri Reana del Rojale (rojale v furlanščini pomeni kanal) in Poulétu / Savorgnano del Torre se po »zavzetju« videmskih in čedadskih kanalov vode razpršijo v zelo prepustno podtalje, zato je v daljšem delu struga običajno suha, razen po deževju gorvodno. V tem srednjem delu je prodišče zelo široko (širina doseže do 500 metrov). Po Pradamanu in sotočju z Malino, v bližini Trivignana Udinese ponovno privre na površje in sprejme vode Nadiže / Natisone. Od tu teče na zelo kratkem odseku v Goriški pokrajini, z leve prejme potok Idrija / Iudrio in se nato vrne v Videmsko pokrajino, kjer se po 70 km z desne izlije v Sočo.
Od Zompitte do onstran Vidma na zahodnem bregu so dvignili nasip, da bi zaščitili vasi in mesto pred katastrofalnimi poplavami, kot so se zgodile v preteklosti. Po tem nasipu poteka »makadamska cesta«, ki je danes prepovedana za promet. Ravno med eno od hudih poplav reke, novembra 1938, se je zgodila železniška nesreča, ko sta se zrušila dva loka železniškega mostu Videm-Čedad med San Gottardom in Remanzaccom, kar je povzročilo smrt 22 ljudi.
Tok reke se že od nekdaj uporablja kot kamnolom za pridobivanje gramoza in peska, tako za gradnjo stavb kot za proizvodnjo apna. Predvsem po drugi svetovni vojni je prišlo do velikega izkopa reke v Videmskem delu, zaradi povpraševanja po agregatih za gradbeno širitev mesta. To je povzročilo precejšnje znižanje struge in posledično ogroženost mostu Solne ceste, ki povezuje Videm s Poulétom / Povolettom, Fojdo / Faedisom in Ahtenom / Attimisom. Pravzaprav je bilo treba zgraditi prag za stabilizacijo višine struge, poleg tega pa je bilo treba zgraditi nov most gorvodno od prejšnjega. Znotraj nasipanega območja, v kraju San Gottardo di Udine, je bil zgrajen velik kamnolom agregatov, ki je bil kasneje uporabljen kot odlagališče odpadkov. Območje je znotraj Parco del Torre.
Obstaja nenavaden furlanski pregovor, ki se nanaša na reko: »Nol cjate un clap te Tor!« (»ne najde kamna v stolpu!«), ki označuje osebo, ki ni sposobna narediti najpreprostejših stvari.

## Glavni pritoki

### Desni pritoki
- potok Vedronza
- Rio Zimor

### Levi pritoki
- Potok Mea
- Karnahta
- Malina
- Nadiža

## Živalstvo
Vse vrste rib, prisotne v najvišjem delu reke, pred začetkom zbiranja vode za uporabo v kmetijstvu in civilnih rastlinah, so iz razreda žarkoplavutaric. To so potočna postrv (Salmo trutta), kapelj (Cottus gobio) in lipan.
Za rečni ribolov veljajo posebne omejitve in prepovedi, ki jih je določila dežela Furlanija Julijska krajina